# Goodland (Indiana)
Goodland è un comune degli Stati Uniti d'America, situato nello Stato dell'Indiana, nella contea di Newton.